# Honda Biz
A Honda Biz é uma motocicleta do tipo CUB desenvolvida e produzida pela Honda desde 1998, tendo sido criada com o propósito de ser um meio de transporte prático para a locomoção urbana. Possui três tipos de motorização: de 100, 110 e de 125 centímetros cúbicos de cilindrada. Suas principais características são seu porta-capacete e partida elétrica de série, sendo um veículo de fácil uso.
Este veículo, de motorização leve e com embreagem semiautomática, foi pensado inicialmente para atender os entregadores de jornal no Japão, pois poderiam pilotar apenas com uma mão, tendo como primeiro modelo a Dream de 100cc.

## Características
Anteriormente disponível nas versões KS (partida a pedal), ES (partida elétrica, que a partir de 2001 se tornou item de série) e EX (antiga Biz +), o modelo tem câmbio semiautomático e embreagem centrífuga e permite a posição "sentada", o que o faz extremamente fácil de pilotar. Este modelo traz o motor SOHC e o exclusivo Sistema Honda de Proteção. Algo notável em sua aparência são suas carenagens que lhe dão um aspecto similar as Scooters.
Em 2018, a Honda lançou a quarta geração do modelo, trazendo novo visual e aprimoramento de recursos. O modelo é agora dividido em 2 versões: a 110i, a mais básica, que conta com um painél analógico, o motor de 110cc usado na POP 110i e rodas de ferro com freios a tambor e o outro modelo sendo a versão 125, mais completa, que possui novo conjunto de cores, painéis digital, freio a disco na dianteira, rodas de liga leve e um motor de 125cc, mais potente.
Alguns itens de série:
- Sistema Honda de proteção: shutter-key (bloqueador de acesso a ignição com chave sextavada e com codificação magnética), comb-lock (trava do guidão associada à ignição) e chave de ignição com mais combinações de segredos.
- Sistema tuff-up: maior resistência ao esvaziamento do pneu traseiro.
- Farol e piscas dianteiros com refletores multifocais e lentes transparentes.
- Farol de acendimento automático ao ligar o motor.
- Porta-capacete sob o assento.
- Assento amplo, em dois níveis e basculante.
- Painel com indicador do nível de combustível.
- Escapamento com protetor.
- Gancho porta-sacola no painél
- Cavalete central